# Kiyomi Niwata
Kiyomi Niwata –en japonés, 庭田清美, Niwata Kiyomi– (Ushiku, 10 de diciembre de 1970) es una deportista japonesa que compitió en triatlón. Ganó tres medallas en el Campeonato Asiático de Triatlón entre los años 2000 y 2011, y una medalla en el Campeonato de Oceanía de Triatlón de 2009.

## Palmarés internacional
| Campeonato Asiático   | Campeonato Asiático    | Campeonato Asiático | Campeonato Asiático |
| Año                   | Lugar                  | Medalla             | Prueba              |
| --------------------- | ---------------------- | ------------------- | ------------------- |
| 2000                  | Gamagori (Japón)       | Medalla de bronce   | Individual          |
| 2008                  | Cantón (China)         | Medalla de plata    | Individual          |
| 2011                  | Yilan (Taiwán)         | Medalla de oro      | Individual          |
| Campeonato de Oceanía |                        |                     |                     |
| Año                   | Lugar                  | Medalla             | Prueba              |
| 2009                  | Gold Coast (Australia) | Medalla de oro      | Individual          |

1. ↑  En algunas ediciones del Campeonato de Oceanía se permitió la participación de triatletas de otros continentes.